# 望海街道 (海盐县)
望海街道，原为元通街道，是中华人民共和国浙江省嘉兴市海盐县下辖的一个街道办事处街道总面积面积34.42平方公里，总人口2.08万人.2010年，由原西塘桥镇析置。街道办事处驻府前路9号。
2018年1月，撤销元通街道，设立望海街道。

## 行政区划
望海街道下辖以下村级行政区划单位：
凤凰社区、电庄社区、新兴社区、永福社区、青莲寺村和兴隆村。